# Ectoedemia rufifrontella
Ectoedemia rufifrontella là một loài bướm đêm thuộc họ Nepticulidae. Nó được tìm thấy ở Cộng hòa Séc và Slovakia đến miền nam Pháp, Italia và Hy Lạp.
Sải cánh dài 4.3-6.4 mm. Con trưởng thành bay vào giữa tháng 6. Có một lứa một năm.
Ấu trùng ăn Quercus pubescens và đôi khi ăn loài Quercus petraea. Chúng ăn lá nơi chúng làm tổ. 